# Jean Barreteau
Vous lisez un « bon article » labellisé en 2023.

a Compétitions nationales et continentales officielles uniquement.

b Matchs officiels uniquement.
Jean Barreteau, né le 16 juin 1922 à Lasserre (Lot-et-Garonne) et mort le 24 juillet 2010 à Agen (Lot-et-Garonne),  est un joueur français de rugby à XV et international français de rugby à XIII, évoluant au poste d'arrière.
Il découvre le rugby à XV et s'y exerce dès son plus jeune âge à l'U.S. Nérac dont il intègre l'équipe première à quinze ans. Il est convoqué dans les Chantiers de jeunesse durant la Seconde Guerre mondiale et à son retour, il intègre le club de l'U.S. Fumel où il côtoie Pierre Taillantou et Gaston Combes. J. Barreteau connaît avec ce club des succès sportifs en cette fin de guerre et dispute la demi-finale du Championnat de France en 1945, perdue contre le S.U. Agen de Jean Matheu-Cambas et Guy Basquet.
Repéré par le dirigeant roannais Claude Devernois qui désire relancer le club de rugby à XIII du R.C. Roanne à la suite de l'interdiction du rugby à XIII en France par le régime de Vichy, J. Barreteau rejoint alors le rugby à XIII sur les bords de la Loire en compagnie de P. Taillantou. Durant quatre saisons, il devient l'un des joueurs les plus remarqués du Championnat de France, occupant le poste d'arrière en club et barré en équipe de France seulement par Puig-Aubert. Il y compte toutefois quatre sélections et remporte le titre de Coupe d'Europe des nations en 1949. Il remporte également deux titres de Championnat de France en 1947 et 1948. Au faîte de sa gloire sportive, le R.C. Roanne est mis en sommeil, il signe alors en 1949 au Toulouse olympique XIII mais après quelques mois, le club déclare forfait général. J. Barreteau, à 26 ans, renonce alors au rugby professionnel et signe en amateurs au Lavardac XIII où il est entraîneur-joueur avec succès (trois titres de seconde division en 1951, 1953 et 1955). Durant près de dix ans, il permet au club d'accumuler les titres amateurs de rugby à XIII avant que ce club fusionne avec l'U.S. Nérac et joue en rugby à XV.
En son honneur, le stade sportif de la ville de Lavardac porte son nom.

## Biographie

### Enfance, jeunesse et débuts en rugby à XV avec succès à Nérac puis Fumel
Jean Ernest François Barreteau naît le 16 juin 1922 à Lasserre (Lot-et-Garonne) au lieu-dit Quissac. Son père, Jean-Marie François Barreteau (né le 6 septembre 1889 à la Garnache et décédé le 4 mars 1966 à Nérac) est cultivateur, et sa mère, Lucie-Marie-Rose Roué (née le 23 juin 1898 à Herbignac et décédée le 24 novembre 1988 à Nérac), cultivatrice, et sont domiciliés dans la commune de Nérac au lieu-dit Nazareth. Il a une sœur, Yvonne (1923-1939), décédée à seize ans.
Né à Lasserre, J. Barreteau s'adonne au rugby à XV dès son plus jeune âge dans la commune voisine Nérac où il grandit. Il intègre le club de l'U.S. Nérac et à tout juste quinze ans dispute déjà des rencontres avec l'équipe première. À vingt ans, il est contraint de rejoindre les Chantiers de jeunesse durant la Seconde Guerre mondiale et effectue un temps en Allemagne.

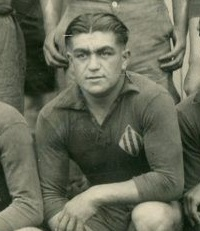
Gaston Combes, coéquipier à l'US Fumel et demi de mêlée de référence en sortie de guerre.

À son retour, le club de l'U.S. Fumel, sous la houlette de Jean Vissol, s'est constitué une équipe de grande valeur durant la guerre et le recrute. J. Barreteau s'impose peu à peu et devient titulaire au poste d'arrière avec succès en comptant sur des coéquipiers de premier plan tels que Pierre Taillantou et Gaston Combes et permettant à l'U.S. Fumel de jouer les premiers rôles en Championnat de France de rugby à XV. Le club atteint les demi-finales de l'édition 1945 perdant contre le S.U. Agen de Jean Matheu-Cambas et Guy Basquet, futur champion, sur le score sévère de 16-0. Cette même année, il atteint également les quarts-de-finale de la Coupe de France, étant battu par l'Aviron bayonnais de Jean Dauger, André Alvarez et Maurice Celhay 8-7,.

### 1945: départ au rugby à XIII et grand joueur du R.C. Roanne ainsi que de l'équipe de France

#### 1945: départ au XIII et au R.C. Roanne avec Pierre Taillantou
Jean Barreteau entame sa saison 1945-1946 au sein de l'U.S. Fumel avec l'espoir de rééditer les mêmes performances, toujours à son poste d'arrière où il excelle. Toutefois la saison débute pour l'U.S. Fumel par le départ en octobre 1945 de l'un de ses joueurs clés puisque le demi de mêlée Gaston Combes rejoint le rugby à XIII et le club du R.C. Albigeois. Ce départ handicape alors grandement l'équipe sportivement. Les prestations de J. Barreteau sont également scrutées par les dirigeants de rugby à XIII qui le convainquent en décembre 1945 de rejoindre le rugby à XIII alors ressuscité après avoir été interdit par le régime de Vichy malgré des offres du S.U. Agen et de l'A.S. Montferrand. Par l'intermédiaire du dirigeant roannais Claude Devernois qui désire relancer le club de rugby à XIII du R.C. Roanne, J. Barreteau rejoint ce dernier sur les bords de la Loire en compagnie de son coéquipier Pierre Taillantou, renforçant une équipe qui joue les premières places du Championnat de France de rugby à XIII.
J. Barreteau et P. Taillantou ne sont pas les seules recrues prestigieuses de cette équipe qui se positionne rapidement comme l'un des grands acteurs du Championnat de France. L'équipe, entraînée par Jean Duhau, est composée notamment de Robert Joly, des Catalans Henri Riu, Joseph Crespo, Élie Brousse et Gaston Comes et des anciens revenants présents avant la guerre Robert Dauger (frère de Jean Dauger), Vincent Martimpé-Gallart et Henri Gibert.
L'équipe du R.C. Roanne atteint les demi-finales du Championnat de France et de la Coupe de France mais est vaincue à ce stade de la compétition respectivement par l'AS Carcassonne 15-3 et le XIII Catalan 8-7.

#### 1946-1947: premier titre de Championnat de France
Lors de la saison 1946-1947, l'équipe roannaise est renforcée par l'arrivée de René Duffort. L'entraîneur Jean Duhau, appelé à construire le R.C. Marseille de Paul Ricard, est remplacé par l'ancien joueur international et joueur de Roanne d'avant-guerre Robert Samatan, la confiance est laissée à J. Barreteau au poste d'arrière où il s'affirme comme l'un des meilleurs joueurs du Championnat à ce poste, au point de susciter alors des débats sur une possible convocation en équipe de France dès janvier 1947 pour affronter le pays de Galles à la place de l'habituel arrière Puig-Aubert dont les performances varient. Ce dernier conserve la confiance des sélectionneurs français en raison de sa réussite au rôle de buteur. De plus le style de ces deux joueurs est très différent avec un Puig-Aubert au style de jeu plus classique et défensif que celui de Barreteau considéré comme un arrière offensif par sa volonté de contre-attaque permanente.
Composition du R.C. Roanne :
Vainqueur de la saison régulière du Championnat, le R.C. Roanne se qualifie pour la finale et peut observer ses adversaires disputer des barrages. C'est l'A.S. Carcassonne de Puig-Aubert qui sort vainqueur de ces confrontations, éliminant le F.C. Lézignan puis Bordeaux-Bayonne. Bien qu’elle n'ait pas fini première de la saison régulière, l'A.S. Carcassonne, tenante du titre, est favorite contre le R.C. Roanne. La finale, disputée au stade municipal de Lyon, oppose les deux meilleures équipes de la saison comptant bon nombre d'internationaux français dans leurs rangs. Le R.C. Roanne réalise la rencontre parfaite face à une équipe carcassonnaise inefficace et en panne d'inspiration une semaine après leur titre en Coupe de France. Dans une rencontre achevée 19-0 avec treize points inscrits par Gaston Comes désigné homme du match, J. Barreteau à l'arrière est cité parmi les grands acteurs de ce succès roannais en s'adjugeant son premier titre de Championnat de France.

#### 1947-1948: second titre de Championnat de France et premières capes internationales
Composition de la France  :
Pour la saison 1947-1948, Robert Samatan est reconduit dans ses fonctions d'entraîneur, mais Gaston Comes et Élie Brousse ont quitté le club. Jean Barreteau reste, quant à lui, un des éléments incontournables au R.C. Roanne, titulaire indiscutable au poste d'arrière, après quelques semaines d'absence en début de saison en raison d'une blessure au genou, et est toujours pressenti pour être appelé en équipe de France,. En janvier 1948, J. Barreteau dispute, dans le cadre de la tournée de l'équipe de Nouvelle-Zélande en Europe, des matchs de sélections dont une avec la sélection du Lyonnais battant 20-10 la Nouvelle-Zélande où J. Barreteau inscrit un essai. En Championnat, le club roannais est prétendant à son propre titre avec pour principale concurrence l'A.S. Carcassonne et le R.C. Marseille.
Mi-mars 1948, Puig-Aubert annonce son forfait pour la rencontre contre le pays de Galles pour le compte de la Coupe d'Europe en raison d'une rechute à la suite d'une jaunisse. Plusieurs noms sont alors annoncés dont celui de J. Barreteau au côté de José Audignon, André Melet ou de Louis Llari avant que le choix final valide la titularisation au poste d'arrière de J. Barreteau qui connaît sa première cape internationale. Victorieuse 20-12, J. Barreteau participe grandement au succès, inscrivant huit points en prenant le rôle de botteur avec trois transformations et une pénalité, et tenant un rôle défensif efficace où il épaule notamment Paul Dejean. Il enchaîne avec une seconde sélection en avril 1948 contre l’Angleterre en prenant la place de Puig-Aubert toujours souffrant. Cette rencontre se solde par une défaite française 25-10 où J. Barreteau commet peu d'erreurs mais pèche par sa performance au pied. Puig-Aubert, assistant au match, ne le blâme pas et déclare qu'il n'aurait pas fait mieux que lui hormis inscrire deux buts soit quatre points ce qui n'aurait pas changé la physionomie du match.
Composition du R.C. Roanne :
En club toutefois, J. Barreteau aligne les belles performances en cette fin de saison en Championnat, la seule contre-performance étant l'élimination du R.C. Roanne en quart de finale de la Coupe de France par l'A.S. Carcassonne. En Championnat de France, le R.C. Roanne termine second de la saison régulière derrière l'A.S. Carcassonne. Il affronte en demi-finale le R.C. Marseille une semaine après la rencontre contre l'Angleterre. La victoire sur les Marseillais est obtenue sur le score de 16-11, et pour la deuxième année consécutive la finale du Championnat de France oppose l'A.S. Carcassonne au R.C. Roanne.
La finale se déroule au stade Vélodrome de Marseille. J. Barreteau joue à son poste habituel d'arrière. Face au vent en première période, le R.C. Roanne subit les assauts carcassonnais qui maîtrisent le match mais ne parviennent pas à scorer. L'A.S. Carcassonne mène seulement 2-0 à la mi-temps grâce à un drop de Puig-Aubert puis joue contre le vent en seconde période. Cet élément permet au R.C. Roanne d'inverser le cours de la rencontre par un essai de Taillantou, scellant le score définitivement à la 56e  minute. Le R.C. Roanne et J. Barreteau célèbrent leur deuxième titre d'affilée en Championnat de France, ce dernier étant cité parmi les meilleurs joueurs de cette finale avec la paire de demis Pierre Taillantou-René Duffort et les avants Henri Riu et Lucien Barris.

#### 1948-1949: ultime saison à Roanne et dernières sélections françaises
La saison 1948-1949 du R.C. Roanne se déroule avec plus de difficultés en raison des blessures qui affectent plusieurs joueurs, notamment celles de Robert Dauger, René Duffort et Roger Pouy, contraignant l'entraîneur Robert Samatan à modifier constamment son treize titulaire, ainsi que par le départ de joueurs de qualité tels Raymond Contrastin, Henri Gibert et Lucien Barris.
Jean Barreteau reste avec Gaston Comes le second choix dans la hiérarchie des arrières en équipe de France derrière Puig-Aubert dont le statut n'est pas remis en question en cette saison 1948-1949 et cela se confirme lors d'une rencontre de préparation de l'équipe de France face à l'équipe bis de la France en novembre 1948 puis lors de l'absence de Puig-Aubert pour la rencontre contre l'Angleterre qui se déroule le 28 novembre 1948 puisque J. Barreteau est retenu au poste d'arrière. Pour son troisième match international, une victoire française 5-2 se dessine à quatre minutes de la fin mais J. Barreteau se blesse lors d'une contre-attaque qui permet aux Anglais de porter une attaque et de profiter de l'absence d'arrière sur l'action suivante pour finir par s'imposer 12-5, laissant les Français frustrés.
Sa blessure l'éloigne des terrains durant plus d'un mois. La fin d'année et le début d'année 1949 sont marqués par la tournée de l'équipe d'Australie de passage en France. L'Australie programme deux test-matchs face à la France, J. Barreteau est écarté du premier test pour rester à la disposition de son club le R.C. Roanne. Il fait en revanche partie de la sélection de Roanne-Lyon face aux Australiens le 16 janvier 1949 dans une rencontre amicale.
Composition de la France  :
Pour le second test face à l'Australie, toujours en l'absence de Puig-Aubert, J. Barreteau tient le poste d'arrière pour sa quatrième sélection officielle en équipe de France. La rencontre tourne en faveur des Australiens face à des Français auxquels manque un vrai botteur en l'absence de Puig-Aubert. J. Barreteau réussit une performance assez inégale avec des amorces en contre-attaque mais une réussite au pied inexistante puisqu'il rate ses deux tentatives de coup de pied. L'Australie s'impose 10-0 au parc Lescure de Bordeaux. La presse sportive constate que ses performances en club sous la houlette de R. Samatan s'expriment avec autorité et initiative dans une équipe où il est un rouage essentiel à l'instar d'Henri Riu, mais qu'elles ne sont pas reconduites en équipe de France en raison d'une organisation tactique où il est moins suivi dans ses mouvements.
Il laisse sa place d'arrière en équipe de France à Puig-Aubert qui revient de blessure et voit ses coéquipiers en sélection s'imposer 12-5 face à l'Angleterre et venger leur défaite à Bordeaux, puis en avril battre le pays de Galles 11-0 pour s'adjuger leur premier titre de Coupe d'Europe depuis 1939. Il est cité parmi les vainqueurs pour sa participation à la rencontre contre l'Angleterre en novembre 1948.
En Championnat et en Coupe de France, le R.C. Roanne s'avance comme un prétendant aux deux titres. J. Barreteau est présent pour la demi-finale de la Coupe de France au parc des Princes de Paris face à l'A.S. Carcassonne perdue sur le score de 21-6 dans une rencontre où il doit quitter ses partenaires et les laisser en infériorité numérique. La semaine suivante, le R.C. Roanne affronte en demi-finale du Championnat le R.C. Marseille. J. Barreteau n'est pas remis de sa blessure et ne peut pas prendre part à la rencontre compromettant les chances roannaises. Les Marseillais, en forme étincelante et portés par la charnière Jean Dop-Paul Césard, infligent une correction 22-0 à des Roannais disputant leur plus mauvaise rencontre de la saison.

### 1949: intermède au Toulouse olympique XIII puis retour à l’amateurisme avec succès à Lavardac
Le R.C. Roanne connaît un grand bouleversement dans cette intersaison. Son président, Claudius Devernois, qui porte financièrement le club depuis quinze années, constate le déficit du budget qu'il compense chaque saison. Il se voit également confronté au mécontentement de son management et les recettes à la billetterie sont en deçà des objectifs. En lien avec la Fédération française, il est invité à concentrer ses efforts sur la région lyonnaise et à reprendre le club de l'U.S. Lyon-Villeurbanne situé dans une « agglomération à recettes ». Il acte ce transfert en septembre 1949 et emmène avec lui de nombreux joueurs tels Joseph Crespo, Jean Audoubert, René Duffort, Pierre Taillantou et Henri Riu, et de leur entraîneur Robert Samatan. Jean Barreteau, quant à lui, ne les rejoint pas et signe une licence au Toulouse olympique XIII où il trouve Vincent Cantoni. Mais J. Barreteau quitte le club en cours de saison en raison d'une organisation très compliquée au sein d'un club qui a connu trois présidents lors des deux dernières saisons et qui déclare forfait en mars 1950 dans les compétitions dans lesquelles le club est engagé.
Après cette page toulousaine, il prend en main l'U.S. Lavardac, où il trouve le fils de Marius Guiral, grand joueur de rugby d'avant-guerre, ainsi que les frères Gérard et Gilbert Dautant, qui évolue en seconde division du Championnat de France de rugby à XIII dans le rôle de joueur-entraîneur. Le club devient une référence du rugby à XIII amateur remportant le Championnat de France de 2e division à trois reprises en 1951 face à Orange, 1953 face à la Réole XIII et 1955 face à Facture et une quatrième finale disputée en 1952 perdue face à Facture. Parallèlement dans les années 1950, il prend part en tant qu'entraîneur aux entraînements de l'U.S. Villeneuve. Parallèlement, le club lot-garonnais fait quelques parcours remarquables en Coupe de France avec un quart de finale en 1952 face à l'U.S. Lyon-Villeurbanne et un huitième de finale en 1953 face au F.C. Lézignan. Il y voit l'éclosion d'un futur international français de rugby à XV Serge Lassoujade qui fait ses débuts en rugby.

### Après carrière
Jean Barreteau tient dans les années 1960 le Café suisse de Lavardac où se réunissent les joueurs de rugby après les rencontres. En son honneur, son nom est donné au stade de la ville de Lavardac, où joue le club de rugby à XV l'U.S. Lavardac Barbaste. Il meurt le 24 juillet 2010 à Agen.

## Palmarès

### Rugby à XV

#### Détails en club
| Saison  | Saison   | Championnat           | Championnat | Coupe           | Coupe      |
| Saison  | Saison   | Comp.                 | Class.      | Comp.           | Class.     |
| ------- | -------- | --------------------- | ----------- | --------------- | ---------- |
| 1944-45 | US Fumel | Championnat de France | 1/2 finale  | Coupe de France | 1/4 finale |

### Rugby à XIII

#### En tant que joueur
- Collectif :
  - Vainqueur de la Coupe d'Europe des nations : 1949 (France).
  - Vainqueur du Championnat de France : 1947 et 1948 (Roanne).
  - Vainqueur du Championnat de France de 2e division : 1951, 1953 et 1955 (Lavardac).

##### Coupe d'Europe des nations
| Édition | Rang | Résultats France | Résultats Barreteau | Matchs Barreteau |
| ------- | ---- | ---------------- | ------------------- | ---------------- |
| 1948    | 2    | 2 v 0 n 2 d      | 1 v 0 n 1 d         | 2/4              |
| 1949    | 1er  | 3 v 0 n 1 d      | 0 v 0 n 1 d         | 1/4              |

##### Détails en sélection
| Matchs internationaux de Jean Barreteau | Matchs internationaux de Jean Barreteau | Matchs internationaux de Jean Barreteau | Matchs internationaux de Jean Barreteau | Matchs internationaux de Jean Barreteau | Matchs internationaux de Jean Barreteau | Matchs internationaux de Jean Barreteau | Matchs internationaux de Jean Barreteau | Matchs internationaux de Jean Barreteau | Matchs internationaux de Jean Barreteau | Matchs internationaux de Jean Barreteau | Matchs internationaux de Jean Barreteau |
|                                         | Date                                    | Adversaire                              | Résultat                                | Compétition                             | Poste                                   | Points                                  | Essais                                  | Pen.                                    | Drops                                   |                                         |                                         |
| --------------------------------------- | --------------------------------------- | --------------------------------------- | --------------------------------------- | --------------------------------------- | --------------------------------------- | --------------------------------------- | --------------------------------------- | --------------------------------------- | --------------------------------------- | --------------------------------------- | --------------------------------------- |
| sous les couleurs de la France          |                                         |                                         |                                         |                                         |                                         |                                         |                                         |                                         |                                         |                                         |                                         |
| 1.                                      | 20 mars 1948                            | Pays de Galles                          | 20-12                                   | Coupe d'Europe                          | Arrière                                 | 8                                       | -                                       | 4                                       | -                                       |                                         |                                         |
| 2.                                      | 11 avril 1948                           | Angleterre                              | 10-25                                   | Coupe d'Europe                          | Arrière                                 | 4                                       | -                                       | 2                                       | -                                       |                                         |                                         |
| 3.                                      | 28 novembre 1948                        | Angleterre                              | 5-12                                    | Coupe d'Europe                          | Arrière                                 | 2                                       | -                                       | 1                                       | -                                       |                                         |                                         |
| 4.                                      | 23 janvier 1949                         | Australie                               | 0-10                                    | Test match                              | Arrière                                 | -                                       | -                                       | -                                       | -                                       |                                         |                                         |

##### Détails en club
| Saison    | Saison                  | Championnat           | Championnat | Coupe           | Coupe      | Sélection | Sélection | Sélection | Sélection | Sélection | Sélection | Sélection |
| Saison    | Saison                  | Comp.                 | Class.      | Comp.           | Class.     | Comp.     | M         | Pts       | Ess.      | Buts      | Dp.       |           |
| --------- | ----------------------- | --------------------- | ----------- | --------------- | ---------- | --------- | --------- | --------- | --------- | --------- | --------- | --------- |
| 1945-1946 | RC Roanne               | Championnat de France | 1/2 finale  | Coupe de France | 1/2 finale |           | -         | -         | -         | -         | -         |           |
| 1946-1947 | RC Roanne               | Championnat de France | Vainqueur   | Coupe de France | 1/4 finale |           | -         | -         | -         | -         | -         |           |
| 1947-1948 | RC Roanne               | Championnat de France | Vainqueur   | Coupe de France | 1/4 finale | CE        | 2         | 12        | -         | 6         | -         |           |
| 1948-1949 | RC Roanne               | Championnat de France | 1/2 finale  | Coupe de France | 1/2 finale | CE        | 2         | 2         | -         | 1         | -         |           |
| 1949-1950 | Toulouse olympique XIII | Championnat de France | Forfait     | Coupe de France | Forfait    |           | -         | -         | -         | -         | -         |           |

#### En tant qu'entraîneur
- Collectif :
  - Vainqueur du Championnat de France de 2e division : 1951, 1953 et 1955 (Lavardac).
  - Vainqueur de la Coupe Falcou : 1950, 1951, 1952 et 1953 (Lavardac).
  - Finaliste du Championnat de France de 2e division : 1952 (Lavardac).